# Hermeneutyka
Hermeneutyka (z gr. ἑρμηνεύω [hermēneúō] – objaśniać, interpretować; od Hermesa jako posłańca bogów) – zapoczątkowana w starożytnej Grecji sztuka interpretacji tekstów literackich.
U swego zarania hermeneutyka była interpretacją tekstów świętych (hermeneutyka biblijna, hermeneutyka teologiczna) i taka pozostawała aż do Friedricha Schleiermachera, który, jako pierwszy, postulował objąć działaniami hermeneutycznymi wszystkie teksty. Umberto Eco ojcem hermeneutyki nazywa Augustyna z Hippony, który miał jakoby zalecać porównywanie tłumaczeń Biblii (jednak tylko między sobą, a nie z hebrajskim oryginałem).

## Wielość hermeneutyk
Nie ma jednej hermeneutyki. Jej dokonania realizują się na polu hermeneutyki filologicznej (zmierzającej do odtworzenia oryginalnego sensu tekstu), teologicznej i prawniczej. Nie ma też jednej hermeneutyki z uwagi na uznawaną przez nią koncepcję tekstu, znaczenia czy prawdy. W sensie wąskim można ujmować hermeneutykę w odniesieniu do piśmiennictwa, w sensie szerokim – do życia, egzystencji, kultury.
Dlatego pod pojęciem hermeneutyki rozumie się:
1. w sensie ogólnym: umiejętność interpretacji tekstów literackich i źródeł historycznych, a w szerszym znaczeniu, także wszelkich treści symbolicznych. Wraz z poetyką i retoryką tworzy swoisty kanon filologiczny. Tak bowiem jak retoryka chce służyć sztuce mówienia, a poetyka sztuce literackiej i jej ocenie, tak też hermeneutyka służy sztuce rozumienia i interpretacji wytworów kulturowych, jak język, tekst, słowo. Ujęta w związku z teorią poznania (epistemologia) i metodyką nauk humanistycznych (metodologia), hermeneutyka u Heideggera i Gadamera stała się ogniwem łączącym filozofię z rozumieniem egzystencji, głównym składnikiem ontologicznej struktury rozumienia jako takiego. Hermeneutyka funkcjonuje również w antropologii kulturowej. Jest brana pod uwagę w epistemologii, między innymi w metodzie poznania „innego”[5].
2. hermeneutykę biblijną – dział teologii chrześcijańskiej zajmujący się interpretacją Biblii.
3. hermeneutykę prawniczą: będącą praktyką wykładania tekstów prawnych. Przyjmuje dwie formy – egzegetyczną i swobodną. W pierwszej sędzia ma tylko odczytać ustawę, która jest jedynym źródłem prawa. Jakakolwiek wykładnia sędziowska jest niedozwoloną arbitralnością. W ujęciu swobodnym ustawa jest tylko jednym z wielu źródeł prawa, zaś samo prawo ma legitymizację w narodzie, a nie w prawodawcy. W związku z tym, tekst należy interpretować odwołując się do samego prawa zaś sędzia jest gwarantem prawa przeciw arbitralności ustawodawcy. A. Kaufman rozróżniał ustawy będące następstwem aktu woli prawodawcy oraz społecznie obecne prawo. Ustawa miała stwarzać pewien potencjał znaczeń, który był przekształcany w rzeczywistość w ramach wykładni.
4. hermeneutykę filozoficzną: kierunek filozoficzny rozwijający się od w XIX wieku za sprawą Friedricha Schleiermachera, pod wpływem protestanckich i wcześniejszych interpretacji Pisma Świętego. W pełni rozwinęła się w okresie tzw. przełomu antypozytywistycznego, szczególnie u Wilhelma Diltheya. W wieku XX rozwijali ją przede wszystkim Martin Heidegger, Hans-Georg Gadamer i Paul Ricoeur.

## Hermeneutyka jako sztuka i metoda
Hermeneutyka może być traktowana jako sztuka lub jako metoda postępowania. Hermeneutyka jako sztuka interpretacji ukazuje sposób własnego postępowania, ale nie może tego nauczyć. W tym sensie jest raczej zdolnością niż metodą, umiejętnością, a nie – teorią. Zarazem hermeneutyka posiada, nawet do dziś, swój wymiar metodologiczny, istniejący np. w pojęciu koła hermeneutycznego (zwłaszcza w jego tradycyjnym ujęciu). Współcześnie podkreśla się, że hermeneutyka nie wypracowała jednak żadnej określonej metody, lecz wchodzi w związki z różnymi metodami (zwłaszcza z fenomenologią, strukturalizmem, wiele łączy ją także z semiotyką).